# Богемская, Ксения Георгиевна
Ксе́ния Гео́ргиевна Боге́мская (11 марта 1947 — 24 сентября 2010) — российский искусствовед, художественный критик. Доктор искусствоведения.

## Биография
Родилась в семье переводчиков с итальянского языка: отец — киновед, член Союза писателей Георгий Дмитриевич Богемский, мать — Аглая Сергеевна Богемская.
Круг основных научных интересов: изобразительное искусство XIX—XX веков, наивное и аутсайдерское искусство. В 1978 году защитила кандидатскую диссертацию «Камиль Писсарро в истории французского импрессионизма».
В 1990 году основала галерею «Дар», директором которой с 1991 года стал Сергей Тарабаров. Была куратором множества выставок, в том числе художественных ярмарок «Арт Манеж» (в 1996—1998 годах, вместе с Вильямом Мейландом). Познакомила публику с такими российскими мастерами наивного искусства, как Павел Леонов, Елена Волкова, Татьяна Еленок, Алевтина Пыжова и многие другие. Работала в Государственном институте искусствознания (ведущий научный сотрудник), в ГМИИ им. А. С. Пушкина (заместитель директора по научной работе). В 2003 году защитила докторскую диссертацию «Наивное искусство и художественная самодеятельность в России 1920—1990-е гг. История и проблема культурных контекстов».
На основе собранной ею коллекции продолжает работать коллекция Богемской — Турчина.
Мозг Ксении Георгиевны был криосохранён после её смерти согласно её волеизъявлению.

## Семья
Была замужем за искусствоведом Валерием Турчиным (1941—2015).
- сын Алексей — футуролог.

## Кураторские проекты
- «Сон золотой», Центр современного искусства, 24 января − 15 февраля 1992 года, Москва[6]
- Erste Begegnung mit der Russischen Naiven, Museum Charlotte Zander. Schloss Boennigheim, 1999. 31 октября 1999 — 12 марта 2000[6]
- «Город из коробки». Книга и живопись. Андрей Волков. ГМИИ им. А. С. Пушкина. Музей личных коллекций. июль 2008

### Избранные монографии
1. Клод Моне. М.: Искусство, 1984.
2. Пейзаж: страницы истории. М.: ГАЛАРТ, 1992.
3. Михаил Иванов. М.: ГАЛАРТ, 1993.
4. Наивное искусство. Елена Волкова. СПб.: Дмитрий Буланин, 2001.
5. Понять примитив. Самодеятельное, наивное и аутсайдерское искусство в XX веке. СПб.: Алетейя, 2001.
6. История жанров. Пейзаж. М.: Аст-Пресс; Галарт, 2002.
7. Наивное искусство. Павел Леонов. СПб.: Дмитрий Буланин, 2005.
8. Советское наивное искусство. Интерроса. ISBN 978-5-91105-018-4
9. Наивные художники России. Лексикон коллекционера. СПб.: Алетейя, 2009.
10. Искусство вне норм. М.: БуксМАрт, 2017.

### Сборники и альбомы (составление и редактирование)
1. Камиль Писсарро. Письма. Критика и воспоминания современников. М.: Искусство, 1974.
2. Жорж Сёра. Поль Синьяк. Письма. Дневники. Литературное наследие. Воспоминания современников. М., 1976.
3. Примитив в искусстве: грани проблемы. М.: РИИ, 1992.
4. Опыт повседневности (совместно с М. Юнисовым). СПб.: Дмитрий Буланин, 2005.
5. Катя Медведева. Душа моя — живопись: Альбом-каталог / Под общей редакцией К. Г. Богемской. Министерство культуры РФ. Государственный музей изобразительных искусств имени А. С. Пушкина. — М.: Красная площадь, 2004. — 95 с. — 2000 экз. — ISBN 978-5-900743-76-9. (недоступная ссылка)